# میتسوئو کوروتسوچی
میتسوئو کوروتسوچی (انگلیسی: Mitsuo Kurotsuchi; ۳ march ۱۹۴۷ – ۲۵ مارس ۲۰۲۳ (۷۶ ساله)) فیلم‌نامه‌نویس، و کارگردان فیلم اهل ژاپن بود.